# NGC 7226
NGC 7226 (другое обозначение — OCL 226) — рассеянное скопление в созвездии Цефей.
Этот объект входит в число перечисленных в оригинальной редакции «Нового общего каталога».